# Crocidura denti
Crocidura denti är en däggdjursart som beskrevs av Guy Dollman 1915. Crocidura denti ingår i släktet Crocidura och familjen näbbmöss. IUCN kategoriserar arten globalt som livskraftig. Inga underarter finns listade i Catalogue of Life.
Arten förekommer främst i centrala Afrika från Kamerun till Uganda. En avskild population finns i Guinea och Sierra Leone. Individerna lever i kulliga områden och i bergstrakter mellan 500 och 1500 meter över havet. Habitatet varierar mellan fuktiga savanner och fuktiga skogar.